# Gouvernement Ntsay IV
Pour les articles homonymes, voir Gouvernement Ntsay.
IVe République
Ntsay III Ntsay V
Le gouvernement Ntsay IV est l'exécutif de Madagascar depuis janvier 2024. Il est dirigé par le Premier ministre Christian Ntsay, Premier ministre depuis 2018.
À la suite de la victoire constestée d'Andry Rajoelina aux élections de novembre 2023 le 16 novembre 2023, Andry Rajoelina reconduit Christian Ntsay, le 4 janvier, au poste de premier ministre. Le 14 janvier, il présente son gouvernement.
Au lendemain de l'ouverture de la nouvelle législature et conformément à la constitution, Christian Ntsay dépose la démission de son gouvernement au président de la République, qui l'accepte immédiatement. Il est toutefois reconduit à son poste deux jours après, menant alors à la formation du Gouvernement Ntsay V le 22 août 2024.

## Historique

### Formation
À la suite de la suite de la victoire d'Andry Rajoelina au premier tour des élections de novembre 2023 malgré les contestations de l'opposition qui pointe du doigts des irrégularités,, il est investi président le 16 décembre 2023. Et quelques semaines après, soit le 4 janvier 2024, il reconduit Christian Ntsay comme Premier ministre.
Son nouveau gouvernement est présenté le 14 janvier 2024,.

## Composition initiale
- Ministre de la Défense Nationale : Général Sahivelo Lala Monja Delphin
- Ministre des Affaires étrangères : Rafaravavitafika Rasata
- Ministre de la Sécurité publique : Contrôleur général de Police : Rakotoarimanana Herilala
- Ministre de l’Enseignement supérieur et de la recherche scientifique : Razafiarison Andriamanantena
- Ministre de l’Energie et des hydrocarbures : Olivier Jean-Baptiste
- Ministre de la décentralisation et de l’Aménagement du territoire : Naina Andriantsitohaina
- Ministre de l’Environnement et du développement durable : Max Fontaine
- Ministre du Travail, de l’emploi, de la fonction publique et des lois sociales : Razakaboana Hanitra
- Ministre de l’agriculture et de l’élevage : Suzelin Ratohiarijaona Rakotoarisolo,
- Ministre de la Population, de la protection sociale : Fomendraza Haingo Elisette
- Ministre de la Communication et de la culture : Andriamananoro Augustin
- Ministre délégué gendarmerie nationale : Général de division Andriamitovy Rakotondrazaka
- Garde des Sceaux, ministre de la Justice : Landy Mbolatiana Randriamanantenasoa
- Ministère de l’intérieur : Justin Tokely
- Ministre de l’Économie et des finances : Rindra Hasimbelo Rabarinirinarison
- Ministre des Postes, des télécommunications et du développement numérique : Tahina Razafindramalo
- Ministre des Mines : Rakotomalala Herindrainy Olivier
- Ministre du tourisme et de l’artisanat : Joël Randriamandranto
- Ministre de l’industrie, du commerce et de l’artisanat : Edgard Razafindravahy
- Ministre de l’Education nationale : Marie Michelle Sahondriarimalala
- Ministre de la Jeunesse et des sports : Resampa André Haja
- Ministre de l’Enseignement technique et de la formation professionnelle : Lalatiana Andriatongarivo Rakotondrazafy
- Ministre de la Santé Publique : Pr Zely Randriamantany
- Ministre des transports et de la météorologie : Ramonjavelo Manambahoaka Valéry
- Ministre de la pêche et de l’économie bleue : Tsimanaoraty Paubert Mahatante
- Ministre de l’Eau, de l’Assainissement et de l’hygiène : Fidiniavo Ravokatra
- Ministre des travaux publics : Colonel Ndriamihaja Livah Andrianatrehina